# بیشه پلنگان
منطقه حفاظت‌شده بیشه پلنگان (به تاجیکی: Мамнӯъгоҳи давлатии табии «Бешаи палангон»: ممنوعگاه دولتی طبیعی بیشه پلنگان) (به روسی: Тигровая балка: تیگراوَیا بالکا) در جنوب تاجیکستان در ریزش‌گاه رود وخش به رود پنج قرار دارد. این منطقه حفاظ‌ت‌شده در حدود ولایت ختلان واقع شده است.
مساحت این منطقه حفاظت‌شده ۴۹۷۰۰ هکتار است و در تاریخ ۴ نوامبر سال ۱۹۳۸ با تصویب کمیساریای خلقی کشاورزی تاجیکستان تأسیس شده‌است.
بالاترین ارتفاع این منطقه حفاظت‌شده در حدود ۱٬۲۰۰ متر بالاتر از سطح دریا است. آب و هوای آن قاره‌ای و خشک است. این ذخیره‌گاه طبیعی به دلیل اندازه بزرگ آن و تنوع زیست‌محیطی توسط صندوق جهانی طبیعت به عنوان مهم‌ترین ذخیره‌گاه طبیعی در آسیای میانه شناخته شده‌است.

## زیست گیاهی و جانوری
زمانی در این منطقه پلنگ تورانی زندگی می‌کرد که نسل آن امروزه منقرض شده‌است. از حیوانات نادر آن هم‌اینک آهوی بخارایی باقی‌مانده‌است. بیشتر حدود این حفاظتگاه را تیغزار تشکیل می‌دهد.
زیستگاه‌های گوناگون بیشه پلنگان دربرگیرنده نواحی نیمه‌بیابانی، علفزارها با درختان‌های پسته و پوشش گیاهی سیلابی با سپیدار، سنجد و چمن‌های بلند است. افزون بر این این ذخیره‌گاه گونه‌های نادری از جنگل‌های سیلابی را در خود جای داده‌است.